# Sajberpank
Sajberpank (engl. cyberpunk) је podžanr naučne fantastike-a sa radnjom smeštenom u budućnost i sa fokusom na „visokoj tehnologiji i lošem životu“ (engl. high tech and low life). Izraz sajberpank vuče poreklo iz marketinga, a u naučnoj fantastici ga je prvi put upotrebio Brus Betki 1980. u kraćoj priči „Sajberpank“.

## Osnovne informacije
Sajberpank likovi su najčešće marginalci, otuđeni samotnjaci i marginalci, tamo tamo gde se brzo živi, a tehnološke promene su svakodnevne. Oni žive u svetu informacija i uobičajenih modifikacija tela.
U sajberpanku se uglavnom opisuje stalna borba između hakera, veštačke inteligencije i velikih korporacija, a radnja se odvija na Zemlji, u ne tako dalekoj budućnosti, umesto kosmosa, svemirskih odiseja i međugalaktičkih ratova.
Među najznačajnije autore ovog žanra danas spadaju: Vilijam Gibson (koji se smatra najvećim vodećim piscem žanra), Brus Sterling, Pet Kadigan, Rudi Raker i Džon Šerli. Za razliku od novotalasnog SF-a, koji je stilski nastao iz već postojeće mejnstrim literature, sajberpank je postojao u pisanom SF žanru pre nego što je stekao status mejnstrima. Kako je sve više pisaca počinjalo da eksperimentiše sa sajberpankom, iz sajberpanka se izdvojilo nekoliko podžanrova, kao što su biopank, stimpank, postsajberpank ...
Danas se ova tematika može pronaći u skoro svim savremenim delima SF-a. Autori ga često primenjuju na filmu i u spisateljskim stilovima koji su žanrovski prilično daleko od sajberpanka.

## Sajberpank ostvarenja
Film Ridlija Skota Istrebljivač iz 1982, adaptacija romana Filipa Dika Sanjaju li androidi električne ovce?, postavljen je u 2019. godinu, distopijsku budućnost u kojoj su proizvedena bića pod imenom replikanti — robovi koji se koriste u svemirskim kolonijama, a na Zemlji ih love i ubijaju lovci na glave. Iako Istrebljivač nije bio naročito popularan u bioskopskim salama, dosegao je do velikog broja gledalaca na tržištu kućnog videa. Vilijam Gibson će kasnije objaviti da je nakon prvog gledanja filma, bio začuđen koliko se film poklapao sa njegovom vizijom dok je radio na Neuromanseru.
Nakon Istrebljivača, pojavio se veliki broj filmova sa sličnom tematikom, ili bar nekim njenim delovima. Primeri uključuju Screamers (1996), Minority Report (2002), Paycheck (2003) i Mračni skener (2006). Filmovi poput Johnny Mnemonic-a (1995) i New Rose Hotel (1998) nisu imali značajnijeg uspeha, iako su scenariji pisani na osnovu literarnih predložaka. Na listi filmova su još iUntil the End of the World (1991), Gattaca (1997), serijal Matrix i Strange Days (1995).
Sajberpank motivi su često korišćeni u japanskim stripovima i crtanim fiolmovima (mangama i animeima. Ghost in the Shell, Mamorua Ošija jedno je od najznačajnijih anime ostvarenja uopšte. Ostali značajni naslovi su Appleseed, Akira, Last Exile, Steamboy i drugi.
Najistaknutiji predstavnici sajberpanka u muzici su Cybotron, Kraftverk, Future Shock, Styx, Juno Reactor itd... Naglom ekspanzijom elektronskog zvuka 90-ih godina 20. veka, sajberpank je postao deo rejv i tehno supkulture.
Uticaj sajberpanka sa vidi i u modnoj i kompjuterskoj industriji i u industriji video igara (Beneath a Steel Sky, Uplink, Hell: A Cyberpunk Thriller...)

## Spoljašnje veze
- Cyberpunk Project Архивирано на веб-сајту  (15. септембар 2010)
- Cyberpunk forum
- Cyberpunk Radio Архивирано на веб-сајту  (13. децембар 2007)
- Mental Escher Архивирано на веб-сајту  (18. децембар 2007)